# Ґадовське-Голендри
Ґадовське-Голендри (пол. Gadowskie Holendry) — село в Польщі, у гміні Тулішкув Турецького повіту Великопольського воєводства.
Населення — 203 особи (2011).
У 1975-1998 роках село належало до Конінського воєводства.

## Демографія
Демографічна структура станом на 31 березня 2011 року:
|          | Загалом | Допрацездатний вік | Працездатний вік | Постпрацездатний вік |
| -------- | ------- | ------------------ | ---------------- | -------------------- |
| Чоловіки | 115     | 24                 | 82               | 9                    |
| Жінки    | 88      | 17                 | 51               | 20                   |
| Разом    | 203     | 41                 | 133              | 29                   |